# Palaemonella pottsi
Palaemonella pottsi är en kräftdjursart som först beskrevs av Lancelot Alexander Borradaile 1915.  Palaemonella pottsi ingår i släktet Palaemonella och familjen Palaemonidae. Inga underarter finns listade i Catalogue of Life.